# カネラ科
カネラ科（カネラか、学名: Canellaceae）は、被子植物のカネラ目に属する科の1つである。常緑性の木本であり、精油を含む。カネラ科のタイプ属であるカネラ属（Canella）の名は、古代ラテン語でシナモン（シナモンスティック）を意味する "cane" に、小さなものを意味する指小辞の "ella" を付したものであり、「小さなシナモン」を意味する。革質の葉は互生し、雄しべが互いに合生して筒状の単体雄しべとなっており、複数の心皮が合生して1室の雌しべをつくっている。フロリダや西インド諸島から南米、アフリカ、マダガスカルに分布する。5属20種程度が知られる。

## 特徴
常緑性で多くは高木だが（下図2a）、まれに低木。節は3葉隙性。道管は細く、隔壁は大きく傾斜しており、階紋穿孔または網状穿孔をもつ。師管の色素体はタンパク質繊維を含む。精油を含む。集晶をもつ。ときにアルカロイドをもち、サポニン、プロアントシアニジン、フラボノール、エラグ酸を欠く。
葉は互生し、螺生または2列互生する（上図2b, c）。葉は単葉、ふつう革質で無毛、油点をもち、全縁、葉脈は羽状、葉柄があり、托葉を欠く（上図2b, c）。気孔はふつう平行型、ときに不規則型。
花は両性、放射相称、集散花序または総状花序を形成または単生し、花序は頂生または腋生する（上図1, 下図3a, b）。萼片（苞葉とする説もある）は3枚、輪生、宿存性（下図3a, b）。花弁は(4–)5–12枚、ふつう離生（下図3a, b）。雄しべはふつう6–12個、キンナモスマ属では多数、互いに合着して筒状の単体雄しべを形成している（下図3a, b）。花糸筒から蜜を分泌する。葯は外向、縦裂する。タペート組織は分泌型。花粉は2細胞性、単口粒。雌しべは1個、2–6個の心皮からなり合生心皮、子房室は1室で短い花柱と2–6裂した柱頭をもつ。子房上位、側膜胎座、1心皮あたり胚珠は2個から多数、半倒生から湾生胚珠で厚層珠心、2珠皮性、珠孔はジグザグ型。胚嚢はタデ型。
果実は液果、2個から多数の種子を含む（上図3c）。胚はよく分化しているが小さい。胚乳は油質。染色体基本数は x = 11, 13, 14。

## 分布
西インド諸島とフロリダ、中米、南米のベネズエラとブラジル南部、アフリカ東部から南部、マダガスカルの熱帯・亜熱帯地方に分布する。

## 人間との関わり

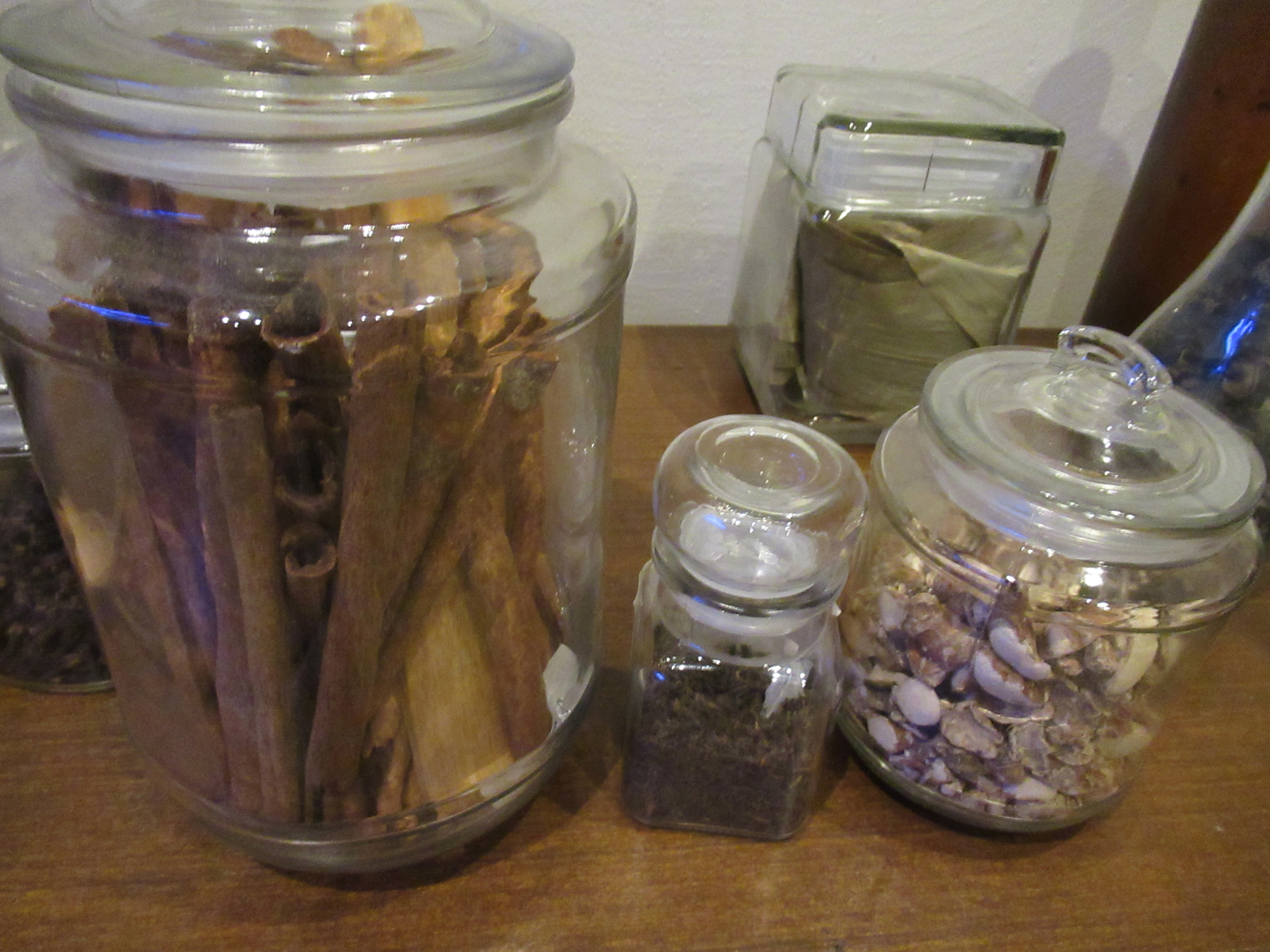
4. カネラの乾燥樹皮（左）

カネラ（Canella winterana）から採取された樹皮は white cinnamon（白桂）ともよばれ、しばしば香料や香辛料に用いられる（図4）。葉は虫歯の痛み止めとされることもある。またオレンジ色の樹皮は、プエルトリコにおいて魚を捕るための毒にも用いられる。西インド諸島の Cinnamodendron corticosum の樹皮も、強壮剤として用いられることがある。
マダガスカルの Cinnamosma fragrans の材はインドへ輸出され、宗教的な儀式に用いられる。ウガンダの Warburgia ugandensis も加工用の材や香辛料、下剤として用いられることがある。

## 系統と分類
古典的な被子植物の分類体系である新エングラー体系やクロンキスト体系では、カネラ科はモクレン目に分類されていた。形態的特徴からは、バンレイシ科やニクズク科などとの類縁性が考えられていた。一方で心皮が合生して側膜胎座をもつ1室の雌しべを形成する点では、モクレン目としては例外的であり、スミレ目に分類されたこともある。
やがて20世紀末以降の分子系統学的研究によって、カネラ科は他のモクレン目植物とは系統的にやや遠いが、シキミモドキ科には近縁であることが明らかとなった。このカネラ科とシキミモドキ科からなる系統群は、2022年現在ではカネラ目（Canellales）として分類されている。カネラ目は、コショウ目（ウマノスズクサ科、コショウ科など）の姉妹群であり、さらに外側にモクレン目とクスノキ目が位置することが示されている。
2022年現在、カネラ科にはおよそ5属20種ほどが知られている（下表1）。ただしこのうちキンナモデンドロン属（Cinnamodendron）は多系統群であることが示されており、おそらく今後改変される（下図5）。
|  | キンナモスマ属（Cinnamosma）                                                                                   |
|  | |
|  | \| \| キンナモデンドロン属（Cinnamodendron）の一部 \| \| \| \| \| \| ウァルブルギア属（Warburgia） \| \| \| \| |
|  | |
|  | キンナモデンドロン属（Cinnamodendron）の一部                                                                   |
|  | |
|  | ウァルブルギア属（Warburgia）                                                                                  |
|  | |

|  | キンナモデンドロン属（Cinnamodendron）の一部 |
|  |                                              |
|  | ウァルブルギア属（Warburgia）                |
|  |                                              |

|  | キンナモスマ属（Cinnamosma）                                                                                   |
|  | |
|  | \| \| キンナモデンドロン属（Cinnamodendron）の一部 \| \| \| \| \| \| ウァルブルギア属（Warburgia） \| \| \| \| |
|  | |
|  | キンナモデンドロン属（Cinnamodendron）の一部                                                                   |
|  | |
|  | ウァルブルギア属（Warburgia）                                                                                  |
|  | |

|  | キンナモデンドロン属（Cinnamodendron）の一部 |
|  |                                              |
|  | ウァルブルギア属（Warburgia）                |
|  |                                              |

|  | キンナモスマ属（Cinnamosma）                                                                                   |
|  | |
|  | \| \| キンナモデンドロン属（Cinnamodendron）の一部 \| \| \| \| \| \| ウァルブルギア属（Warburgia） \| \| \| \| |
|  | |
|  | キンナモデンドロン属（Cinnamodendron）の一部                                                                   |
|  | |
|  | ウァルブルギア属（Warburgia）                                                                                  |
|  | |

|  | キンナモデンドロン属（Cinnamodendron）の一部 |
|  |                                              |
|  | ウァルブルギア属（Warburgia）                |
|  |                                              |

|  | キンナモスマ属（Cinnamosma）                                                                                   |
|  | |
|  | \| \| キンナモデンドロン属（Cinnamodendron）の一部 \| \| \| \| \| \| ウァルブルギア属（Warburgia） \| \| \| \| |
|  | |
|  | キンナモデンドロン属（Cinnamodendron）の一部                                                                   |
|  | |
|  | ウァルブルギア属（Warburgia）                                                                                  |
|  | |

|  | キンナモデンドロン属（Cinnamodendron）の一部 |
|  |                                              |
|  | ウァルブルギア属（Warburgia）                |
|  |                                              |

|  | キンナモスマ属（Cinnamosma）                                                                                   |
|  | |
|  | \| \| キンナモデンドロン属（Cinnamodendron）の一部 \| \| \| \| \| \| ウァルブルギア属（Warburgia） \| \| \| \| |
|  | |
|  | キンナモデンドロン属（Cinnamodendron）の一部                                                                   |
|  | |
|  | ウァルブルギア属（Warburgia）                                                                                  |
|  | |

|  | キンナモデンドロン属（Cinnamodendron）の一部 |
|  |                                              |
|  | ウァルブルギア属（Warburgia）                |
|  |                                              |

|  | キンナモスマ属（Cinnamosma）                                                                                   |
|  | |
|  | \| \| キンナモデンドロン属（Cinnamodendron）の一部 \| \| \| \| \| \| ウァルブルギア属（Warburgia） \| \| \| \| |
|  | |
|  | キンナモデンドロン属（Cinnamodendron）の一部                                                                   |
|  | |
|  | ウァルブルギア属（Warburgia）                                                                                  |
|  | |

|  | キンナモデンドロン属（Cinnamodendron）の一部 |
|  |                                              |
|  | ウァルブルギア属（Warburgia）                |
|  |                                              |

|  | キンナモスマ属（Cinnamosma）                                                                                   |
|  | |
|  | \| \| キンナモデンドロン属（Cinnamodendron）の一部 \| \| \| \| \| \| ウァルブルギア属（Warburgia） \| \| \| \| |
|  | |
|  | キンナモデンドロン属（Cinnamodendron）の一部                                                                   |
|  | |
|  | ウァルブルギア属（Warburgia）                                                                                  |
|  | |

|  | キンナモデンドロン属（Cinnamodendron）の一部 |
|  |                                              |
|  | ウァルブルギア属（Warburgia）                |
|  |                                              |

|  | キンナモスマ属（Cinnamosma）                                                                                   |
|  | |
|  | \| \| キンナモデンドロン属（Cinnamodendron）の一部 \| \| \| \| \| \| ウァルブルギア属（Warburgia） \| \| \| \| |
|  | |
|  | キンナモデンドロン属（Cinnamodendron）の一部                                                                   |
|  | |
|  | ウァルブルギア属（Warburgia）                                                                                  |
|  | |

|  | キンナモデンドロン属（Cinnamodendron）の一部 |
|  |                                              |
|  | ウァルブルギア属（Warburgia）                |
|  |                                              |

表1. カネラ科の分類体系の一例
- カネラ科 Canellaceae Mart. (1832)
  - カネラ属[4] Canella P.Browne (1756)
シノニム: Winterana L. (1759)
フロリダ、西インド諸島、メキシコ南東部、プエルトリコ、ベネズエラに分布する。カネラ[4]（Canella winterana; ワイルドシナモン wild cincinnamon ともよばれる）1種のみが知られる（図6a）。
  - キンナモデンドロン属[4] Cinnamodendron Endl. (1840)
シノニム: Capsicodendron Hoehne (1933)
西インド諸島、ベネズエラ、ブラジル南部に分布する。約10種が知られる。分子系統学的研究からは、多系統群であることが示されている[12]（上図5）。
  - キンナモスマ属[4] Cinnamosma Baill. (1867)
マダガスカルに分布する。約3種が知られる。
  - プレオデンドロン属[4] Pleodendron Tiegh. (1899)
プエルトリコ、ハイチ、コスタリカに分布する。約3種が知られる。
  - ウァルブルギア属[4] Warburgia Engl. (1895)
シノニム: Chibaca G.Bertol. (1861)
アフリカ東部から南部に分布する。約4種が知られる（図6b）。